# 穆尔西里一世
穆尔西里一世（活动时期前17世纪末～前16世纪初）是赫梯国王（大致的统治时间：前1620年～前1590年，实际时间无法确定）。他是赫梯古王国的代表人物。
穆尔西里一世是赫梯国王哈图西里一世的孙子，继承了前者的王位。他与巴比伦国王萨姆苏伊鲁（巴比伦最著名的统治者汉谟拉比之子）生活于同一时代。他大概是第一个将都城定于哈图沙的赫梯国王。
穆尔西里一世是一个尚武好战的统治者。他征服了安纳托利亚的许多地区。约前1600年，他拔除了喜克索斯人在叙利亚北部的主要据点哈尔帕（现在的阿勒颇），将其洗劫一空。穆尔西里一世然后向胡里特人建立的巴比伦第一王朝（汉谟拉比的王朝）开战，把巴比伦夷为平地。此事约发生在前1595年，当时萨姆苏伊鲁可能已经去世。穆尔西里一世在摧毁巴比伦后不久便撤出。
可能是由于王位继承问题引起的内部倾轧，使穆尔西里一世在哈图沙的一次宫廷政变中被其内兄汉提里一世杀害。在他死后，汉提里一世夺取了王位，赫梯陷入一片混乱。